# Alaimus depressus
Alaimus depressus är en rundmaskart som beskrevs av Loof 1971. Alaimus depressus ingår i släktet Alaimus och familjen Alaimidae. Inga underarter finns listade i Catalogue of Life.